# Мей Янг (реслерка)
Мей Янг (англ. Mae Young; 12 березня 1923 , Санд-Спрінгс  — 14 січня 2014 , Колумбія ) — американська спортсменка, професійна борчиня та реслерка, одна з найстарших реслерок того часу. Боролася по всій території Америки і Канади, вигравши кілька титулів у Національному альянсі з боротьби.

## Життєпис
Мей Янг народилася 12 березня 1923 року у місті Санд-Спрінгс, Оклахома, США, молодшою в сім'ї з восьми дітей (одна дитина померла при народженні). Матір Янг мусила сама виховувати дітей, тому що батько покинув роботу і зник безвісти в роки Великої депресії. Брати Янг були борцями, вони починають навчати Мей Янг боротьби, яка долучилася до їхньої команди. Крім боротьби, брати займалися такими видами спорту, як софтбол, брали участь у Збірній національного чемпіонату з софтболу.

## Боротьба
Свою кар'єру борчині Янг почала в середній школі, кинувши виклик чемпіонці з боротьби Мілдер Берк, до того Янг змагалася з Гладіс Гіллем. Професійну кар'єру Янг почала 1939 року, але, за словами спортсменки, її перший поєдинок був 1940 року, наразі це було невідомо, журналісти стверджували, що це могло бути 1941 року. 1941 року Мей Янг і Мілдер Берк відкривали чемпіонат із жіночої боротьби в Канаді, де вони співпрацювали зі Стью Гартом, ці чемпіонати проводилися в період, коли Мей Янг проводила боротьбу в Мемфісі, штат Теннессі, 1941 року почалися бомбардування Японією морської бази Перл-Гарбор, що призвело США до вступу до Другої світової війни. Під час Другої світової війни Янг допомагала матеріальною допомогою жінкам, чоловіки яких були на фронті.

## Смерть
Мей Янг померла 14 січня 2014 року у віці 90 років у місті Колумбія, штат Кароліна, але було помилково стверджено, що смерть відбулася 9 січня. Похована в Грінтауні біля своєї давньої подруги й борчині Казковий мул.